# Acide alpha-cétobutyrique
L’acide alpha-cétobutyrique, ou acide 2-oxobutyrique, est un cétoacide de formule H3C–CH2–CO–COOH intermédiaire du métabolisme de plusieurs acides aminés, notamment la glycine, la méthionine, la valine, la leucine, la sérine, la thréonine et l'isoleucine. C'est un produit de la dégradation de la cystathionine et de la thréonine. Il peut être converti en propionyl-CoA puis successivement en méthylmalonyl-CoA et en succinyl-CoA et ainsi être métabolisé par le cycle de Krebs.